# وليد عودة
وليد عودة روائي فلسطيني، ولد في الكويت عام 1973م. حصل على الدكتوراه في هندسة الكمبيوتر.
عمل مديرا لمشاريع تقنية في دبي بالإمارات العربية المتحدة.

## المسيرة المهنية
بدأ وليد عودة مسيرة التأليف الأدبي في العام 2010 مع صدور رواية «شقيقان وعروس أوكرانية واحدة» في 1 يناير 2010م التي تُعد أول أعماله الأدبية، ثم الحقها برواية ” الغريب” التي صدرت في 26 يوليو 2010م وفيها يتحدث عن إلتحاق جندي أميركي بغزو العراق متأثراً بالدعاية الأميركية حول نشر العدل والديمقراطية في الشرق الأوسط ومحاربة أعداء الحرية ومنعهم من نشر أسلحة الدمار الشامل. وفي هذه الأثناء يتم تكليفه مع مجموعة من رفاقه بمهمة خطيرة وهي اقتحام منزل أحد كبار قادة الجيش العراقي.
وروايه “نصف وجه دامع” التي صدرت 01 يناير 2012م تتعرض لزواج تقليدي يجمع بين شاب سوري وفتاة فلسطينية. يحبان بعضهما ويتعلق كل منهما بالآخر. وتكتشف الزوجة بعد فترة من الزواج صورة غريبة لنصف وجه دامع رسمت باليد في اماكن مختلفة من المنزل. تتهم زوجها برسم هذه الصورة لغرض في نفسه وينفي هو التهمة عن نفسه. تكشف الأيام أن وراء هذه الصورة سر دفين يزلزل كيان الأسرة ويقلب موازين الأمور.
رواية بعد أخرى يسعى الكاتب وليد عودة للاستفادة من نظريات التحليل النفسي في كتابة النص الروائي، وهي الميزة الأساسية لعمله الروائي “الصندوق الأسود”، إذ يلعب اللاوعي دورًا بارزًا في تكوينه، بالإضافة إلى بنية الحلم وبنية اللغة، وبذلك تغدو كتابة النص الروائي هنا استثمارًا لصور الحلم، ولمكونات اللاوعي، ولانتظامات اللغة في تشكلاتها الجُملية، وتعبيراتها المختلفة التي تروم البحث عن المكونات النفسية للبنية اللاواعية للشخصية الروائية، ما يعني أننا أمام روائي قادر، على تمثيل الحياة النفسية الإنسانية مستبقًا بذلك رجل العلم

## من مؤلفاته
- الغريب: رواية، الدار العربية للعلوم ناشرون 26 يوليو 2010م.[1]
- نصف وجه دامع، رواية، الدار العربية للعلوم ناشرون 1 يناير 2012م.
- الموسوعة الشبكية طريقك إلى احتراف إدارة الشبكات، 10 يناير 2004م.
- الاتصالات الموحدة دورة في كتاب.
- كنز القصر المفقود: رواية، الدار العربية للعلوم ناشرون 2013م.
- شقيقان وعروس أوكرانية واحدة: رواية، الدار العربية للعلوم ناشرون 2010م.[3]
- أين ولدى: حكاية اختطاف طفل سورى: رواية، الدار العربية للعلوم ناشرون 2013م.
- الموسوعة الحاسوبية، 26 مارس 2002م.
- إحتراف إدارة.
- الصندوق الأسود، الدار العربية للعلوم ناشرون 2019م.
- حياة في قلب الجلاد، الدار العربية للعلوم ناشرون 2021م.[4]